# 伊岡瞬
伊岡 瞬（いおか しゅん、1960年 -）は、日本の小説家・推理作家。東京都武蔵野市生まれ。
広告会社勤務を経て、2005年に『いつか、虹の向こうへ』（応募時のタイトルは「約束」）で第25回横溝正史ミステリ大賞の大賞とテレビ東京賞をW受賞し、作家デビュー。

## 文学賞受賞・候補歴
- 2005年 - 「約束」で第25回横溝正史ミステリ大賞受賞。
- 2010年 - 「ミスファイア」で第63回日本推理作家協会賞（短編部門）候補。
- 2011年 - 『明日の雨は。』で第64回日本推理作家協会賞（長編及び連作短編集部門）候補。
- 2014年 - 『代償』で第5回山田風太郎賞候補[2]。
- 2016年 - 『代償』で啓文堂書店文庫大賞受賞。
- 2018年 - 『痣』で第20回大藪春彦賞候補。
- 2019年 - 『悪寒』で啓文堂書店文庫大賞受賞。
- 2020年 - 『不審者』で第41回吉川英治文学新人賞候補。
- 2020年 - 『痣』で第6回徳間文庫大賞受賞

## 人物
- 50歳の時に妻にやってみればと言われ、専業作家になる[3]。
- 「冷たい檻」の作中に森友学園問題に酷似する描写が出てくるが、雑誌連載時は報道前であったことについて「この国が滅ぶとしたら社会保障費の肥大か、役人と政治家の“わたくし化”だと考えていた。」とし、それを象徴するような設定をしたら偶然重なったとしている[4](今の日本は、真摯に生きようとする人に過酷すぎるとも発言している[5])。
- この世で最も理不尽なことは、親が子供を突然失うということであるとし、自分が死ぬよりも辛いことは何かと考えたときに、娘がいたのでこの結論に至り「白い闇の獣」の構想に繋がる[6]。
- 人間の実像を突きつめていくと、家族に集束していくしかないとしている[7]。

## 作品リスト

### 単著
- いつか、虹の向こうへ（2005年5月 角川書店 / 2008年5月 角川文庫）
- 145gの孤独（2006年5月 角川書店 / 2009年9月 角川文庫）
- 七月のクリスマスカード（2008年6月 角川書店）
  - 【改題】瑠璃の雫（2011年7月 角川文庫）
- 明日の雨は。（2010年10月 角川書店）
  - 【改題】教室に雨は降らない（2012年9月 角川文庫）
    - 収録作品：ミスファイア / やわらかい甲羅 / ショパンの髭 / 家族写真 / 悲しい朝には / グッバイ・ジャングル
- 桜の咲かない季節（2012年8月 講談社）
  - 【改題・加筆】桜の花が散る前に（2016年3月 講談社文庫）
    - 収録作品：守りたかった男 / 翼のない天使 / ミツオの帰還 / 水曜日の女難 / 桜の花が散る前に
- 代償（2014年3月 KADOKAWA / 2016年5月 角川文庫）
- もしも俺たちが天使なら（2014年6月 幻冬舎 / 2016年10月 幻冬舎文庫）
- 乙霧村の七人（2014年12月 双葉社/2017年10月双葉文庫）
- ひとりぼっちのあいつ（2015年3月 文藝春秋）
  - 【改題・加筆】祈り（2020年6月 文春文庫）
- 痣（2016年11月 徳間書店/2018年11月 徳間文庫）
- 悪寒（2017年7月 集英社/2019年8月 集英社文庫）
- 本性（2018年6月 KADOKAWA / 2020年10月 角川文庫）
- 冷たい檻（2018年8月 中央公論新社/2020年4月 中公文庫）
- 不審者（2019年9月 集英社/2021年9月 集英社文庫）
- 赤い砂（2020年11月  文春文庫）
- 仮面（2021年6月 KADOKAWA /2024年9月 角川文庫）
- 奔流の海（2022年1月 文藝春秋/2024年1月  文春文庫）
- 朽ちゆく庭（2022年6月 集英社）
- 白い闇の獣（2023年1月  文春文庫）
- 残像（2023年9月  角川文庫）
- 清算（2023年11月 KADOKAWA ）
- 水脈（2024年1月 徳間書店）
- 翳りゆく午後（2024年12月 集英社）
- 乙霧村の七人〈新装改訂版〉（2025年1 角川文庫）
- 追跡（2025年2月 文藝春秋）

### アンソロジー
「」内が伊岡瞬の作品
- ザ・ベストミステリーズ 2010（2010年7月 講談社）「ミスファイア」
  - 【分冊・改題】Logic 真相への回廊 ミステリー傑作選（2013年4月 講談社文庫）

## 映像化作品

### テレビドラマ
- 約束 いつか、虹の向こうへ（2005年8月3日、テレビ東京系「水曜ミステリー9」で放送、主演：石田純一）[8]

### ネット配信ドラマ
- 代償（2016年11月18日よりHuluで配信、主演：小栗旬）